# Gaio Fabio
Gaio Fabio (fl. I secolo a.C.) è stato un generale romano, della gens dei Fabi, che fu legato sotto Gaio Giulio Cesare dal 54 al 49 a.C. durante le campagne di conquista della Gallia.
Acquartierato con le sue truppe presso i Morini nel 54, nel 53 a.C. prese parte alla campagna contro i Menapi e nel 52 a.C. all'assedio di Alesia. Nel 51 a.C. fu inviato a dare man forte a Gaio Caninio Rebilo, che era impegnato contro i Pittoni. Nel 49 a.C., una volta scoppiata la guerra civile tra Cesare e Pompeo, tenne in scacco a Ilerda, in Spagna, le truppe pompeiane fino all'arrivo di Cesare. Scompare poi dalla scena storica. Secondo alcuni studiosi andrebbe identificato col pretore del 58 a.C. e il proconsole dell'Asia del 57 a.C., mentre per altri col tribuno della plebe del 55 a.C..